# 岳南鉄道ED30形電気機関車
岳南鉄道ED30形電気機関車（がくなんてつどうED30がたでんききかんしゃ）は、かつて岳南鉄道に在籍した直流用電気機関車である。1両が存在した。

## 概要
1953年（昭和28年）5月に帝國車輛工業で製造された30t級箱形電気機関車で、新造時の記号番号はED3011を称し、後にED301へ改称された。岳南鉄道唯一の新製車両である。

## 車体
前後端にデッキを設置し、その間に前後の乗務員室とそれらに挟まれる機器室で3室構成とした、切妻構造の箱形車体を備える。
ただし、曲率の大きな深い屋根板の前後両端部がそのまま大きくデッキ上部まで延長されており、乗務員室部分の妻窓および側窓の上辺高さが側面機器室部分の側窓と比較して著しく低く設計されていることもあって、異様な印象を与える外観となっている。
側面機器室部分には腰板に等間隔で3組の通風用ルーバーが設置され、中央には巨大な機器出し入れ用開口部を、通風用ルーバーを中央部に設置した塞ぎ板で塞ぐ構造となっている。
このこともあって機器室部分の採光用側窓は極端に高い位置に3カ所ずつ設置されている。
妻面は切妻構造の3枚窓構成で、中央にデッキからの乗降のための乗務員室扉を設置し、前照灯はその直上、ひさし上に張り出した屋根板の中央下に設置している。

## 主要機器
新造車であるが、製作時点で既に旧式化していた鉄道省制式の電車用電動機や台車などを流用して製作されている。

### 主電動機
主電動機は、MT4を端子電圧750V時1時間定格出力80kWの扱いで搭載し、駆動方式は吊り掛け駆動方式、歯数比は66:18である。
これにより、定格速度36km/h、定格引張力3,000kgの牽引力を備える。

### 制御器
電気機関車用として一般的な電空単位スイッチ式制御器を搭載する。総括制御機能は備えていない。

### 台車
当初は鉄道省制式の形鋼組み立て式釣り合い梁式台車であるDT11を装着していたが、後年は形鋼・鋳造部品組み立て式のTR25と思しきペンシルバニア形台車に交換された。車輪径は鉄道省の電動客車で標準であった910mmである。

### 集電装置
竣工時点で国鉄電車に幅広く搭載されていた、PS13鋼板溶接組み立て菱枠パンタグラフを1基、一端に寄せて搭載する。

### 連結器
上作用式の並形自動連結器をデッキ端梁に直接搭載する。

## 運用
新造以来、本線用として貨物列車牽引に充当された。
1969年（昭和44年）に実施された岳南線の架線電圧昇圧に際しては、元々搭載されていた主要機器が直流1,500V用であったことから、特に大きな改造を施さずに昇圧対応が実施された。
もっとも、本形式新造以後に他社から譲受された機関車群が40tから50tクラスの自重を備え、牽引力が1.5倍以上と大きな性能差があったことから、松本電気鉄道から譲受したED40形ED402・ED403が就役を開始した後の1973年（昭和48年）に廃車された。

## 主要諸元
- 全長：10,750mm
- 全幅：2,710mm
- 全高：4,220mm
- 運転整備重量：30.0t
- 電気方式：直流1500V/600V（架空電車線方式）
- 軸配置：B-B
- 台車形式：DT11
- 主電動機：MT4形（80kW）×4基
  - 歯車比： 66:18
  - 1時間定格出力：320kW
  - 1時間定格引張力：3,000kg
  - 1時間定格速度：36km/h
- 動力伝達方式：歯車1段減速、吊り掛け式
- 制御方式：抵抗制御、2段組み合わせ制御
- 制御装置：電空単位スイッチ式
- ブレーキ方式：空気ブレーキ、手ブレーキ